# Torilis ucrainica
Torilis ucrainica là một loài thực vật có hoa trong họ Hoa tán. Loài này được Spreng. miêu tả khoa học đầu tiên.